# Борис Трајковски
Борис Трајковски (Моноспитово, 25. јун 1956 — Берковићи, 26. фебруар 2004) био је председник Републике Македоније од 1999. до 2004. године. Погинуо је у ваздухопловној несрећи 2004. у Босни и Херцеговини.

## Биографија
Рођен је у селу Моноспитово, у општини Босилово близу града Струмице у методистичкој породици. Дипломирао је на Правном факултету универзитета Свети Ћирило и Методије у Скопљу 1980, након чега је отишао у САД на специјализацију. Специјализовао је привредно и радно право. У Америци се оженио и примио протестантизам. До 1997. био је руководилац правне службе предузећа Слобода у Скопљу. Од 1997. до 1998. био је шеф кабинета градоначелника у општини Кисела Вода, а од 21. децембра 1998. заменик министра иностраних послова, али је на том месту остао мање од годину дана.
На председничким изборима 1999. Трајковски је победио као кандидат странке ВМРО-ДПМНЕ и постао други председник Северне Македоније. За време његовог мандата је потписан Охридски мировни споразум 2001. чиме је завршен сукоб Националне ослободилачке армије и македонских снага безбедности и њиме су унапређена права Албанаца у Северној Македонији. Познат је као борац за признање уставног имена Македоније у свету.
Настрадао је 26. фебруара 2004. у авионској несрећи на брду Вршник у мјесту Поплат у Општини Берковићи. На сахрани Бориса Трајковског је било око 50 делегација из целог света.

## Породица
Борис Трајковски је био ожењен са Вилмом Трајковском и имају двоје деце, ћерку Сару и сина Стефана.